# Свети мученик Сисисније
Свети мученик Сисиније је хришћански мученик и светитељ, страао током прогона хришћана од стране цара Диоклецијана.
Био је родом из града Кизика. Пострадао је током прогона хришћана о стране цара Диоклецијана, које је по његовој наредби спороводио хегемон Александар. Био је оптужен Александру а је хришћанин и да одбија да принесе жртву идолима, што је тада владајуће паганска религија налагала. Због отвореног исповедање хришћанске вере, осуђен је да буде привезан за дивље коње и да тако за њима трчи. Затим је без милости тучен, а сирће му је поливано по ранама. Након свих мука које је јуначки претрпео, без роптања, понављајући молитве, мачем му је посечена глава.
Православна црква прославља светог мученика Сисинија 23. новембра